# Wanze Eduards
Wanze Eduards is een Surinaams dorpshoofd en bestuurder. In 2007 won hij samen met Hugo Jabini een internationale rechtszaak tegen de staat om grondenrechten van inheemsen en marrons. Hiervoor werden ze onderscheiden met de Goldman Environmental Prize. 

## Biografie
Eduards is vader van zeven kinderen. Hij is sinds minstens 2007 kapitein (dorpshoofd) van Pikin Slee (stand 2019). Rond 2007 leidde hij verder een organisatie die 36 gemeenschappen in Boven-Suriname vertegenwoordigt en was hij fiscali, oftewel een van de vier mensen die de granman ondersteunen.
Op 28 november 2007 won hij samen met Hugo Jabini een rechtszaak tegen de Surinaamse staat die zij hadden aangespannen bij het Inter-Amerikaans Hof voor de Rechten van de Mens, ook wel het Saramakka-vonnis tegen de Staat Suriname genoemd. Voor hun strijd voor grondenrechten werden zij in 2009 onderscheiden met de Goldman Environmental Prize.